# 18Frames
18 FRAMES er en uafhængig filmuddannelse med i alt 18 elever fordelt på seks faggrupper.
Uddannelsen varer 2,5 år og har base på Fyn, Odense.
Her er foreningen i tæt samarbejde med det fynske filmliv.
Uddannelsen blev startet i 2011 på initiativ af Steen Bech i tæt samarbejde med Julie Linn Milling, Trine Lai og Trine Nadia. Uddannelsen blev støttet i sin opstart af FilmFyn, Det Danske Filminstitut, Ofilm, Faaborg-Midtfyn Kommune og Nordisk Filmfond.
På nuværende tid gennemgår Årgang #6 sit forløb, og skal i 2023 optage Årgang #7.

## De forskellige linjer er
- Instruktør
- Manuskriptforfatter
- Producer
- Fotograf
- Tonemester
- Klipper

## Hvordan foreningen fungerer
18 FRAMES er en uafhængig filmuddannelse med 18 medlemmer pr. årgang fordelt på seks faglinjer. Uddannelsen varer 2 år og 6. mdr. og har base på Fyn. 18 FRAMES er drevet af medlemmerne, som selv tilrettelægger deres uddannelse. Dvs. de selv hyrer undervisere ind fra branchen til foredrag og workshops, samt driver foreningen i dens daglige virke.
For at være uafhængig modtages der ikke nogen penge af uddannelsesministeriet, hvorfor skolen i stedet er finansieret gennem støtte fra samarbejdspartnere, herunder særligt Nordisk Film Fonden og FilmFyn, og via medlemmernes egenbetaling.
I løbet af uddannelsens 2,5 år skabes der 3 korte penneprøver og 2 længere produktioner som henholdsvis er elevernes førsteårs- og afgangsfilm

## Optagelse
En ny linje optages hvert andet år af et demokratisk valgt optagelsesudvalg, og de individuelle faglinjer. De ansøgende vurderes på deres kunstneriske evner, originalitet og ønske om at være med til at drive en forening. Optagelsesproduceren variere fra optag til optag, men ligger sig som regel tæt op af Den Danske Filmskole'.
Næste optag er med start i efteråret 2023 og afgang i foråret 2026. Optagelsesprocessen forventes startet primo 2023.

## Fagmentorer
Som supplement til undervisningen har hver linje også en fagmentor tilknyttet. Fagmentorerne findes af eleverne selv og det videre forløb afstemmes i mellem faglinje og fagmentor. Fagmentorerne' opgave er at guide eleverne i rigtig retning med hensyn til undervisning samt at hjælpe med udviklingen af elevernes førsteårs samt afgangsfilm.
Fagmentorene pr. 1. januar 2023 er:
- Instruktør: Karin Worsøe[2]
- Producer: Ann Alicia Thunbo Ilskov[3]
- Manuskriptforfatter: Ina Bruhn
- Fotograf: Jasper Spanning[2]
- Tonemester: Peter Albrechtsen[4]
- Klipper: Thomas Krag[5]